# Victor Lustig
Victor Lustig (4 de enero de 1890 – 11 de marzo de 1947) fue un estafador conocido como "El hombre que vendió la Torre Eiffel dos veces".

## Primeros años de vida
Victor Lustig nació en Hostinné (Imperio Austrohúngaro) pero pronto se dirigió hacia el oeste. Era una persona refinada, locuaz y encantadora, que hablaba con fluidez varios idiomas. Eligió como marco de sus estafas durante un tiempo los transatlánticos de vapor entre París y Nueva York que frecuentaba.

## Estafa de la máquina de dinero
Una de las estafas más conocidas de Lustig fue la "máquina de impresión de dinero". Lustig enseñaba a sus clientes su máquina, una pequeña caja en la que previamente había introducido tres billetes auténticos de 100 dólares, y demostraba cómo era capaz de "copiar" un billete, aunque -se lamentaba- que para ello se necesitaran seis horas. El cliente, pensando que esto le daría grandes ganancias, compraba la máquina a un precio alto, normalmente más de 30.000 dólares. Durante las doce horas siguientes, la máquina producía en efecto otros dos billetes de 100... Pero después ya solo salía papel en blanco. En el momento en que los clientes se daban cuenta de que habían sido estafados, Lustig ya estaba muy lejos.

## Estafa de la Torre Eiffel
En 1925, Francia se había recuperado de la Primera Guerra Mundial, y París estaba en auge, lo que generaba un entorno excelente para un artista del engaño. Un día de primavera, Lustig estaba leyendo en un periódico un artículo que refería los problemas de la ciudad para mantener la Torre Eiffel: incluso pintarla resultaba una tarea costosa, por lo que se estaba convirtiendo en un gran montón de chatarra. Lustig vio las posibilidades detrás de este artículo y desarrolló una estratagema notable.
Como primer paso, le pidió a un falsificador que le copiara documentación del gobierno. A continuación invitó a seis comerciantes de chatarra a una reunión confidencial en el Hotel de Crillon, uno de los más prestigiosos establecimientos de París, para discutir un posible acuerdo de negocios. Los seis asistieron a la reunión, en la que Lustig se presentó como el subdirector general del Ministerio de Correos y Telégrafos. Primero les explicó que habían sido seleccionados por su fama de empresarios honestos y luego dejó caer la bomba: dado que el costo de mantenimiento de la Torre Eiffel era tan alto, la ciudad no podía mantenerla por más tiempo y quería venderla como chatarra. Debido a la cierta y continua protesta pública, el asunto iba a ser mantenido en secreto hasta que todos los detalles fueran definidos. Lustig dijo que le habían asignado la responsabilidad de seleccionar al concesionario para llevar a cabo la tarea. 
La idea, que hoy en día resulta totalmente inverosímil, no lo era tanto en 1925. La Torre Eiffel había sido construida para la Exposición de París de 1889, y no estaba destinada a ser permanente. Tendría que haber sido trasladada en 1909 y llevada a otra parte. No encajaba con otros grandes monumentos de la ciudad, como las catedrales góticas o el Arco del Triunfo. Y además estaba en muy malas condiciones.
Lustig llevó a los hombres a la Torre en una limusina alquilada para realizar una visita de inspección. En ese paseo tuvo la oportunidad de evaluar cuál de los comerciantes era el más entusiasta y fácil de engañar. Luego les comentó que la licitación se realizaría al día siguiente y les recordó que el asunto era un secreto de Estado. En realidad, Lustig ya había decidido que aceptaría la oferta del distribuidor André Poisson, pues era el más inseguro, sentía que no estaba en los círculos internos de la comunidad de negocios de París y creía que obtener el acuerdo de la Torre Eiffel lo pondría a la altura de sus colegas.
Sin embargo, la esposa de Poisson sospechó rápidamente de la situación. Para hacer frente a la sospecha, Lustig organizó otra reunión y entonces "confesó": como un ministro del gobierno, les dijo, no ganaba suficiente como para mantener el estilo de vida que deseaba, por lo que le resultaba necesario encontrar una manera de complementar sus ingresos. Esto significaba que sus negocios necesitaban un cierto margen de discrecionalidad... Poisson comprendió de inmediato: estaba frente a un funcionario del gobierno corrupto que quería un soborno. De esta manera, Lustig no solo recibió los fondos para la concesión del mantenimiento de la Torre Eiffel, sino que también obtuvo un gran soborno. Y así, Lustig y su secretario personal, un estafador franco americano, Robert Arthur Tourbillon también conocido como Dan Collins, rápidamente tomaron un tren a Viena con una maleta llena de dinero en efectivo.
Sorprendentemente, no pasó nada. Poisson estaba demasiado humillado como para quejarse a la policía. Un mes después, Lustig volvió a París, seleccionó a otros seis vendedores de chatarra y trató de vender la Torre nuevamente. Esta vez, la víctima elegida acudió a la policía antes de cerrar el trato, pero Lustig y Collins lograron escapar antes de que pudieran arrestarlos.

## Años posteriores
Más tarde, Lustig se mudó a Estados Unidos, donde conoció a Al Capone y le convenció para invertir 50.000 dólares en un acuerdo de depósito. Lustig mantuvo el dinero de Capone en una caja de seguridad durante dos meses y luego regresó a él con el dinero, alegando que el negocio había fracasado. Esto era, por supuesto, todo lo que Lustig había hecho después de recibir el dinero. Impresionado con la integridad de Lustig, Capone le dio 5.000 dólares. 
De vuelta en Europa, es detenido de nuevo por la policía en París en julio de 1929, acusado de preparar una estafa financiera mediante documentos falsos, haciéndose pasar por un rico banquero estadounidense.
En 1930 Lustig se asoció con un químico de mediana edad de Nebraska llamado Tom Shaw. Shaw tenía era experto en fabricar placas grabadas para la impresión de billetes de banco falsificados. Organizaron una red de falsificación con el fin de hacer circular los cientos de miles de billetes falsos fabricados por todo el país. Lustig tuvo éxito en mantenerse en la sombra, asegurándose de que ni siquiera sus subordinados sabían nada al respecto. 
En la tarde del 10 de mayo de 1935, Lustig fue detenido por agentes federales por cargos de falsificación después de una llamada anónima. Más adelante se supo que la llamada fue realizada por su amante, Billy May, que se puso celosa cuando se enteró del romance de Lustig con la joven amante de Shaw, Marie. Los agentes secretos se precipitaron sobre Lustig, que en ese momento llevaba un maletín. Al abrirlo, solo encontraron ropa cara, pero en su billetera hallaron una llave. Lustig se negó a especificar de dónde era la llave, pero con el tiempo llevó a los agentes a un armario en la estación de metro de Times Square que contenía 51.000 dólares en billetes falsos y las placas con las que habían sido impresos. El día antes de su juicio logró escapar de la Cámara Federal de Detención de la ciudad de Nueva York, pero fue vuelto a capturar 27 días después en Pittsburgh. Lustig se declaró culpable en el juicio y fue condenado a 20 años en la isla de Alcatraz, California. El 9 de marzo de 1947, contrajo neumonía y murió dos días después en el Centro Médico Federal para los reclusos en Springfield, Misuri. En su certificado de defunción, en la casilla ocupación, figuraba como aprendiz de vendedor.

## Libros
- James F. Johnson and Floyd Miller, The Man Who Sold the Eiffel Tower, 1961, Doubleday & Company Inc., 216 pages, Congress Catalog Number 61-9522